# One Night Stand (pel·lícula de 1984)
One Night Stand és una pel·lícula de ciència-ficció de 1984 dirigida per John Duigan.

## Trama
Just abans de Nadal, l'operadora de la Sydney Opera House Sharon i la seva amiga Eva es troben amb els seus millors amics Brendan i Tony enmig d'una protesta contra la guerra davant dos vaixells de l'Armada dels Estats Units. Tot i estar vestits de Pare Noel, els homes xerren amb les dones. Brendan intenta impressionar la Sharon afirmant que és un cantant que ha actuat a l'Òpera. Els quatre van a una doble sessió per veure Midnight Oil i més tard les dones expulsen els homes del seu pis després d'escoltar-los (falsament) afirmar que han seduït les seves cites. Hi ha notícies sobre una tensió creixent entre els Estats Units i la Unió Soviètica amb por que un error pugui conduir a una guerra nuclear.
La nit de Cap d'Any, la Sharon està treballant a l'Òpera i després de l'actuació, l'Eva la va a buscar perquè puguin anar a una festa. Troben un mariner de la Marina dels Estats Units adormit en un dels teatres, que s'identifica com a Sam. Després de mesos de saber que la guerra era imminent, va abandonar el seu vaixell i s'ha amagat a l'Òpera. Sharon el reconeix per un article de diari que el descriu com a "desaparegut". Mentre els tres parlen a la sala de control del teatre, Brendan puja a l'escenari i intenta cantar, revelant que treballa com a netejador a l'Òpera. Mentre les dones parlen amb Brendan, Sam escolta per la ràdio que la guerra ha esclatat a Europa i que s'han utilitzat armes nuclears tàctiques a Alemanya. Hi ha més notícies que indiquen quatre objectius militars a Austràlia: North West Cape, Pine Gap, Nurrungar i Jervis Bay - han estat colpejats per armes nuclears.
Amb l'ordre de quedar-se a l'Òpera, els quatre intenten esbrinar la millor manera de sobreviure a l'escalada del conflicte, amagant-se inicialment al soterrani i després anant a un bar (del qual Brendan té la clau), emborratxant-se i jugant a strip pòquer, a més de ballar amb el teló de fons cinematogràfic de la Metropolis de Fritz Lang durant una de les seves últimes escenes quan una comunitat de treballadors clandestins s'enfronta a una inundació apocalíptica del seu escenari. A través d'una sèrie de flashback i parlant del seu passat, els quatre comencen a unir-se. L'endemà al matí, Brendan i Sharon s'uneixen i tenen relacions sexuals en un traster, i l'Eva troba una televisió i s'assabenta que la guerra a Europa s'ha convertit en un intercanvi nuclear a gran escala, amb gran part d'Europa i els Estats Units devastats. A continuació, el telenotícies mostra imatges de víctimes horriblement cremades i desfigurades d'una explosió nuclear a prop de la ciutat de Nova York. Quan el cel comença a posar-se vermell per les tempesta de foc al voltant de Sydney i sonen les sirenes antiaèries, els quatre, en sentir un anunci d'emergència a la ràdio, s'uneixen a milers d'altres que es refugien a l'estació de tren de Martin Place. Mentre la Sharon i l'Eva canten "It Might as Well Rain Until September" per entretenir la multitud, les llums s'apaguen i s'escolta una forta explosió a sobre d'ells. El quadre es congela i no se sap si Sydney també ha estat colpejada per una arma nuclear .

## Producció

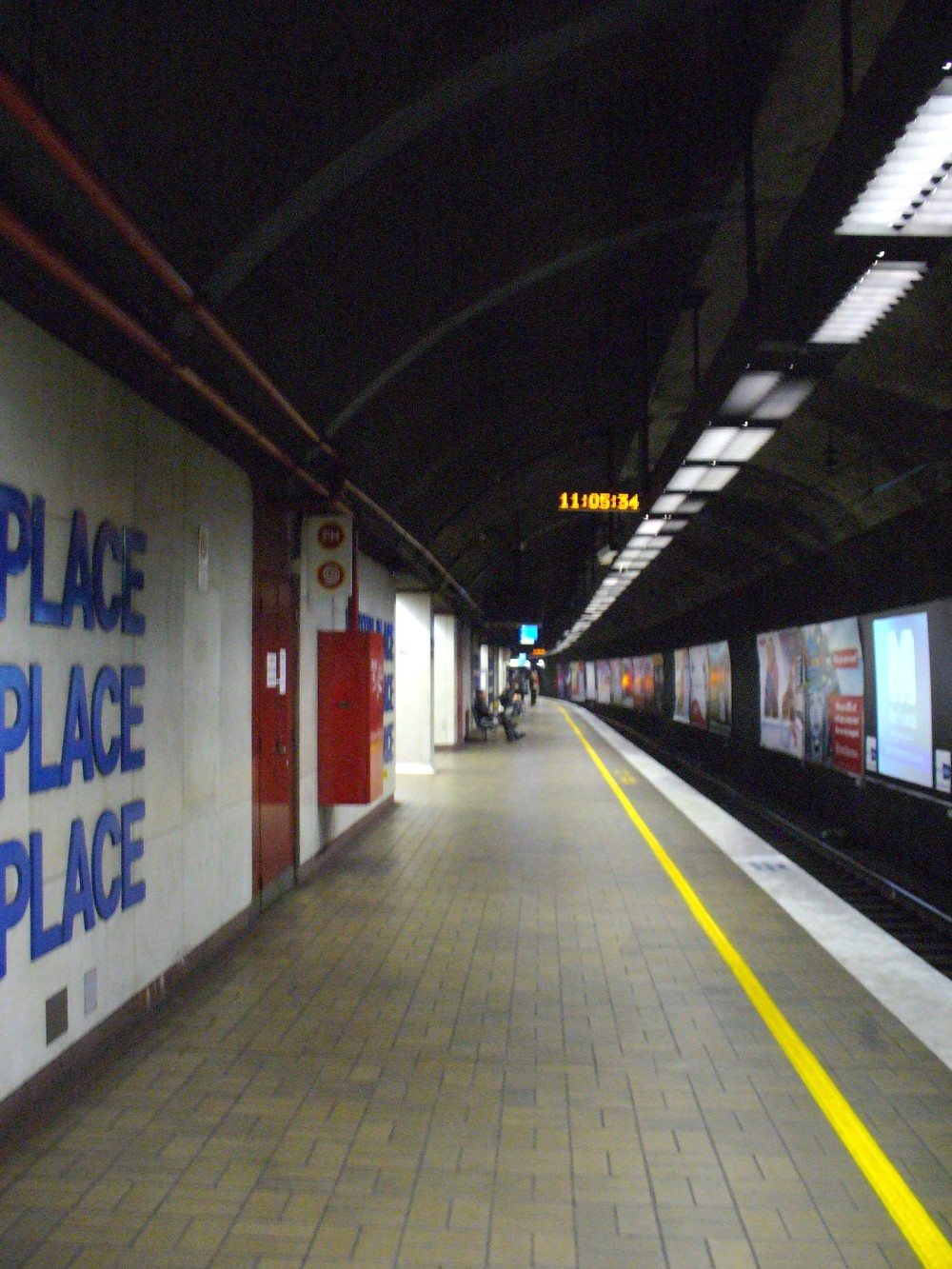
Plataforma a l'estació de tren de Martin Place on es va rodar l'escena final.

Richard Mason i John Duigan van portar el guió a Hoyts Edgley que va acceptar-lo. Simon Wincer va dir que Duigan era "un cineasta amb gran talent i un escriptor brillant" amb qui era "una total alegria treballar".
L'Òpera només es va utilitzar durant deu dies de rodatge perquè era massa car de llogar-la. La resta de la pel·lícula es va rodar al Seymour Centre.
La pel·lícula inclou una actuació de Midnight Oil.
Paul Hester, bateria de Split Enz i Crowded House, apareix a la pel·lícula sense acreditar.

## Taquilla
One Night Stand va recaptar 111.978 dòlars a la taquilla d'Austràlia, que equival a 284.424 $ en dòlars de 2009.

## Premis
Va participar al XVII Festival Internacional de Cinema Fantàstic de Sitges, on va guanyar el premi a la millor fotografia.